# Molophilus koorang
Molophilus koorang là một loài ruồi trong họ Limoniidae. Chúng phân bố ở miền Australasia.